# Jenny, Västervik

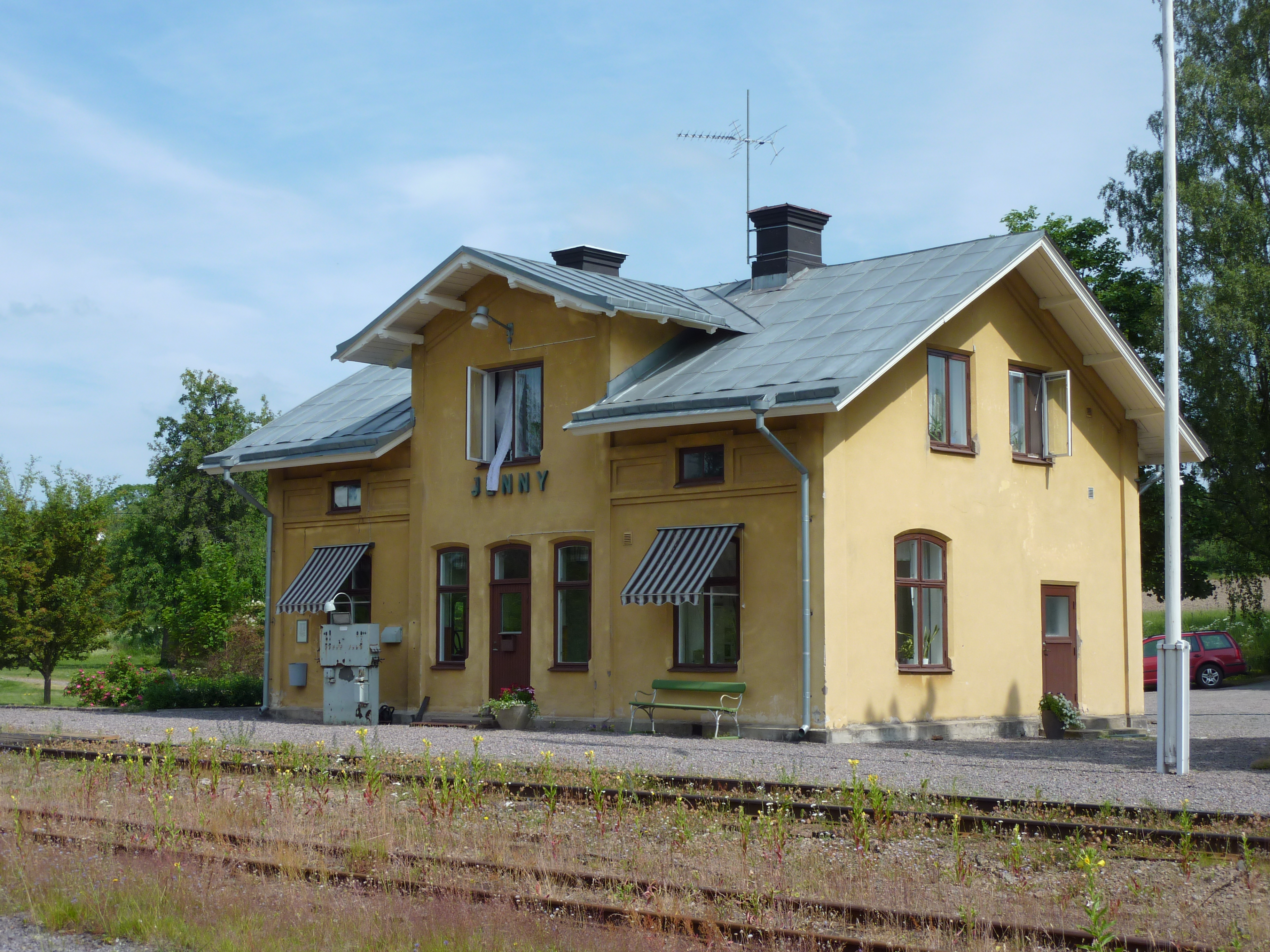
Jenny station 2010.

Jenny är ett villaområde vid infarten till Västervik, Kalmar län, cirka 5 kilometer från centrum. 
Här finns en järnvägsstation, känd i järnvägskretsar genom treskensspåret (kombination av normalspår och smalspår) från Västervik till Jenny, där banorna delar sig med normalspår till Linköping och smalspår (museijärnväg) till Hultsfred.
Stationen anlades 1879 som knutpunkt mellan banorna mot Åtvidaberg respektive Hultsfred. Bebyggelse började växa upp runt stationen. Namnet kommer från den närbelägna gården Jenny. Det är belagt första gången 1794 och är identiskt med kvinnonamnet Jenny.
I området finns ett litet kapell, uppfört 1933.
Fotbollsklubben Jenny BK kom från området.

## Tidigare tätort
Fram till tätortsavgränsningen 1990 räknades Jenny statistiskt som en egen tätort, men genom att arbetsplatsområdet kring Traktorvägen och Truckgatan vuxit upp anses området som sammanväxt med och ingående i övriga Västervik.